# エヴァン・エリンソン
エヴァン・エリンソン（Evan Taylor Ellingson、1988年7月1日 - 2023年11月5日）は、アメリカ合衆国の俳優。

## 人物
1988年に生まれ、カリフォルニア州ラ・バーンにて、4人兄弟の末っ子として育てられた。

### 俳優として
2000年、12歳の頃に『マッドTV!』に客演して芸能デビューを果たす。
それ以来、2001年から2002年にかけてフォックス放送のシットコム『タイタス』で、レギュラーキャラクターを演じることになった。2004年にはメル・ギブソン制作のシットコムw:Complete Savagesでカイル サベージ役を演じており、「天才子役」などと称された。
また、2007年には『24 -TWENTY FOUR-』の第6シーズンで、主人公ジャック・バウアーの甥 ジョシュ・バウアー役を演じた。同年秋には『CSI:マイアミ』において、メインキャラクターであるホレイショ・ケイン（デヴィッド・カルーソ）の息子 カイル・ハーモン役で出演するようになった。
さらには、2009年の映画『私の中のあなた』では主人公姉妹の兄を演じた。

### 死去
2023年11月5日午前11時（現地時間）にカリフォルニア州フォンタナにある自宅の寝室で死亡しているところを発見された。6日に司法解剖が行われたが、死因は当初公表されなかった。
エヴァンの父親は、「エヴァンは兄をヘロインの過剰摂取で亡くしており、それをきっかけに自分も19歳の時にドラッグに深入りしてしまった。過去にドラッグの依存症に苦しんでいたものの、依存症者がドラッグから抜け出すための施設にしばらく滞在したこともあり、最近はかなり良くなっていた」とコメントしている。
11月下旬、検死局の広報担当者によると、偶発的なフェンタニルの過剰摂取が死因であり、事件性はないことを公表した。

## 出演作品

### 映画
- The Gristle (2001)  as Alden Boy
- Living in Fear (2001) 12歳のころのチャック
- Time Changer (2002)  as Roger
- All Your Difference (2003)  as Joseph
- Rules of the Game (2003):アダム
- Confession (2005)  as Benjamin Givens
- The Bondage (2006) Mark Edwards
- 硫黄島からの手紙 Letters from Iwo Jima (2006)"Kid" Marine
- Walk the Talk (2007)Roy Naybor
- 私の中のあなた My Sister's Keeper (2009) ジェシー・フィッツジェラルド

## テレビ番組
- マッドTV! MADtv (2000) "Episode: #6.1"にてCody Gifford を演じる
- ジェネラル・ホスピタル General Hospital (2000) 若き頃のLuke Spencer(2001年11月5日本放送分)
- Titus (2001-2002) 10歳のころのタイタス
- The Nick Cannon Show (2002) as Transportation Friend in "Episode: #2.1"
- That Was Then (2002) "A Rock and a Head Case"にて客演
- マッドTV! MADtv (2002) "Episode: #8.3"にて教会のキャンプに参加していた少年を演じる
- Complete Savages (2004-2005)  as Kyle Savage
- Untitled Camryn Manheim Pilot (2005)  as Arlo
- BONES Bones (2005) 『小さな死体』にて David Cookを演じる
- Boys Life (2006)  as Derek
- 24 -TWENTY FOUR- 24 (2007)ジョシュ・バウアー (シーズン6)
- State of Mind (2007) "Between Here and There"にてDavid Carsonを演じる
- CSI:マイアミ CSI: Miami (2007-）カイル・ハーモン